# Tour de Toscane féminin-Mémorial Michela Fanini
Le Tour de Toscane féminin-Mémorial Michela Fanini (en italien : Giro della Toscana Femminile / Memorial Michela Fanini) est une course cycliste par étapes féminine italienne disputée en Toscane.

## Histoire
Le Mémorial Michela Fanini a été créé en 1995 par Brunello Fanini en hommage à sa fille Michela, coureuse cycliste décédée dans un accident de la circulation le 26 octobre 1994. Il se compose pour cette première édition de deux courses autonomes, sans classement général. Il devient ensuite la course par étape appelée Tour de Toscane féminin-Mémorial Michela Fanini. Cette épreuve fait partie du calendrier de l'Union cycliste internationale, en catégorie 2.1. En 2016, elle est 2.2.

## Palmarès
| Année                                           | Vainqueur                | Deuxième                  | Troisième                |                  |
| ----------------------------------------------- | ------------------------ | ------------------------- | ------------------------ | ---------------- |
| Memorial Michela Fanini                         |                          |                           |                          |                  |
| 1995                                            | Imelda Chiappa           | Roberta Bonanomi          | Greta Zocca              |                  |
| 1995 (2)                                        | Greta Zocca              | Fabiana Luperini          | Imelda Chiappa           |                  |
| 1996                                            | Barbara Heeb             | Diana Rast                | Laura Charameda          |                  |
| 1997                                            | Imelda Chiappa           | Tatiana Stiajkina         | Simona Parente           |                  |
| Tour de Toscane féminin-Mémorial Michela Fanini |                          |                           |                          |                  |
| 1998                                            | Valeria Cappellotto      | Pia Sundstedt             | Lenka Ilavská            |                  |
| 1999                                            | Edita Pučinskaitė        | Fabiana Luperini          | Lucia Pizzolotto         |                  |
| 2000                                            | Zinaida Stahurskaia      | Simona Parente            | Fabiana Luperini         |                  |
| 2001                                            | Nicole Brändli           | Zinaida Stahurskaia       | Rasa Polikevičiūtė       |                  |
| 2002                                            | Susanne Ljungskog        | Zinaida Stahurskaia       | Nicole Brändli           |                  |
| 2003                                            | Susanne Ljungskog        | Deirdre Demet-Barry       | Nicole Brändli           |                  |
| 2004                                            | Trixi Worrack            | Nicole Cooke              | Edita Pučinskaitė        |                  |
| 2005                                            | Susanne Ljungskog        | Svetlana Boubnenkova      | Mirjam Melchers          |                  |
| 2006                                            | Svetlana Boubnenkova     | Marianne Vos              | Suzanne de Goede         |                  |
| 2007                                            | Noemi Cantele            | Chantal Beltman           | Judith Arndt             |                  |
| 2008                                            | Judith Arndt             | Trixi Worrack             | Marianne Vos             |                  |
| 2009                                            | Diana Žiliūtė            | Luisa Tamanini            | Charlotte Becker         |                  |
| 2010                                            | Judith Arndt             | Tatiana Antoshina         | Noemi Cantele            |                  |
| 2011                                            | Megan Guarnier           | Claudia Häusler           | Rasa Leleivytė           |                  |
| 2012                                            | Małgorzata Jasińska      | Lauren Hall               | Romy Kasper              |                  |
| 2013                                            | Claudia Häusler          | Tatiana Antoshina         | Francesca Cauz           |                  |
| 2014                                            | Shelley Olds             | Małgorzata Jasińska       | Ewelina Szybiak          |                  |
| 2015                                            | Małgorzata Jasińska      | Valentina Scandolara      | Annemiek van Vleuten     |                  |
| 2016                                            | Ashleigh Moolman         | Flávia Oliveira           | Anna Zita Maria Stricker |                  |
| 2017                                            | Ashleigh Moolman         | Cecilie Uttrup Ludwig     | Ewelina Szybiak          |                  |
| 2018                                            | Soraya Paladin           | Maria Giulia Confalonieri | Tetyana Riabchenko       |                  |
| 2019                                            | Arlenis Sierra           | Soraya Paladin            | Anastasia Chursina       |                  |
| 2020                                            | annulé/abandonné         | annulé/abandonné          | annulé/abandonné         | annulé/abandonné |
| 2021                                            | Arlenis Sierra           | Rasa Leleivytė            | Debora Silvestri         |                  |
| 2022                                            | Agnieszka Skalniak-Sójka | Dominika Włodarczyk       | Olga Shekel              |                  |
| 2023                                            | Alessia Vigilia          | Rasa Leleivytė            | Anastasiya Kolesava      |                  |
| 2024                                            | Margot Vanpachtenbeke    | Rasa Leleivytė            | Olha Kulynych            |                  |
| 2025                                            |                          |                           |                          |                  |